# Locul fosilifer Agârcia

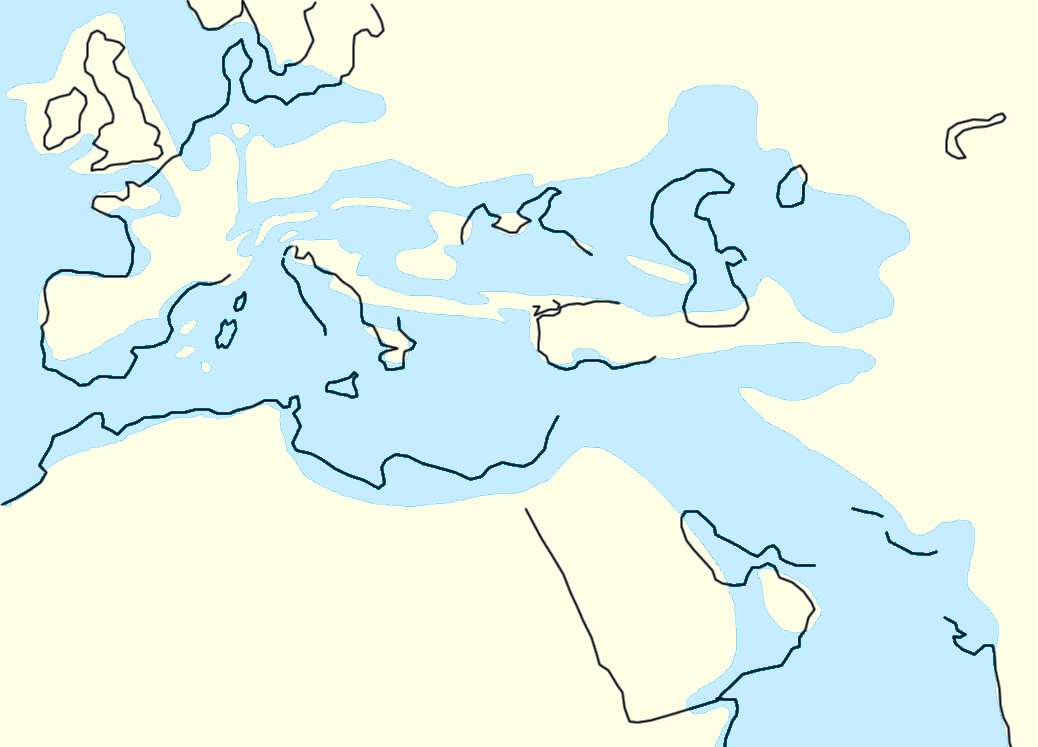
Marea Paratethys în Rupelian (prima perioadă a Oligocenului 33,9-28,4 m.a. î.e.n)

Locul fosilifer Agârcia este o arie protejată de interes național ce corespunde categoriei a IV-a IUCN (rezervație naturală de tip paleontologic) situată în județul Neamț, pe teritoriul administrativ al orașului Piatra Neamț.

## Localizare
Aria naturală cu o suprafață de 1 ha, se află în partea central-sudică a județului Neamț și cea sud-vestică a orașului Piatra Neamț. Este localizată la o altitudine de 400 m pe versantul drept al râului Doamna (afluent al râului Bistrița), într-un areal geografic situat în Oligocen pe fundul Mării Paratethys.

## Relevanță
Rezervația naturală a fost declarată arie protejată prin Legea nr.5 din 6 martie 2000 (privind aprobarea Planului de amenajare a teritoriului național Secțiunea a III-a - zone protejate) și reprezintă o zonă de interes paleontologic - în speță un deal cu depozite de resturi fosilifere de pești, atribuiți perioadei Oligocenului. 

## Descriere
Deși existența la Agârcia a unor fosile de pești oligoceni este cunoscută de mai mult timp, săpături regulate aici au fost efectuate doar din 2002 cu sprijinul National Geographic Society. Compoziția sistematică a faunei piscicole marine locale diferă de cea  ale celorlalte locuri fosilifere contemporane, din zonele Pietricica și Cozla. Astfel reprezentanții genului Bregmaceros sunt destul de abundenți (în comparație cu absența lor în celelalte locații ale zonei Piatra Neamț). De asemeni specii din genurile Digoria, Zenopsis și Seriola au fost remarcate , precum și un număr de taxoni noi aparținând ordinelor Gadiformes și Perciformes.
Fosile caracteristice pentru dealul Pietricica, precum mezo-batypelagicele Sternoptychidae, Gonostomatidae și Myctophidae, nu au fost încă găsite în ansamblul localizat la Agârcia și nici predatorul pelagic Palimphyes, care abundă la nivelul dealului Cozla.

## Zona fosiliferă Piatra Neamț
În arealul orașului sau limitrof acestuia, s-au identificat 4 zone fosilifere: Cozla, Cerenegura, Pietricica și Agârcia

### Contextul geologic
Contextul geologic fosilifer este constituit din stive de roci moi groase de aproximativ 100 m formate în adâncurile Mării Paratethys. O particularitate a acesteia avea să determine conservarea în straturile de sedimente a corpurilor animalelor moarte. Astfel spre diferență de alte mări și oceane, datorită unor particularități ale reliefului submarin Paratethys nu beneficia de existența unui circuit eficient de oxigenare a straturilor de apă de adâncime. În lipsa oxigenului lipseau și microorganismele care să descompună cadavrele, în absența unor procese biologice de descompunere materia organică respectivă pornind pe drumul fizico-chimic lung, la capătul căruia se află petrolul. Această transformare în zonele fosilifere s-a blocat într-o fază incipientă. Cernute foarte fin, sedimentele s-au depus peste corpurile ființelor, generând o rocă deosebită care se desface sub muchia ciocanului geologic în foi subțiri - asemenea foilor unei cărți.
Fauna marină fosilă găsită aici  este foarte bogată, acoperind toate nișele ecologice disponibile - de la apele de litoral până la cele mai adânci zone propice vieții. Astfel numai Profesorul Ion Th. Simionescu (întemeietorul școlii paleontologice românești) a descris 9 genuri și opt specii noi, iar în monografia din 1977 Ciobanu a descris 26 de familii, 44 de genuri și 69 de specii de pești fosili, din care 29 noi. Înafară de pești, în zona Piatra Neamț s-au mai descoperit fosile de crabi și alte crustacee înrudite, fosile de broaște țestoase precum și fosile aviare.

### Istoricul zonei
Cercetările paleontologice au început în zona orașului Piatra Neamț din 1883, nume precum Leon Cosmovici (sec. XIX), Mircea Paucă, biologul Mihai Ciobanu (a doua jumătate a sec. XX) fiind strâns legate de descoperirile făcute aici.
S-au publicat monografii precum Păturele cu pești din Munții Pietricica și Cozla - Districtul Neamț. Orașul Peatra (Leon Cosmovici, 1887), Fauna fosilă din oligocenul de la Piatra Neamț (Ciobanu Mihai, 1977) și multiple articole, printre care cele ale Facultății de Geologie din Iași ocupă un loc dominant.

### Zone similare din România
Din România "Acvariul de Piatră" din zona orașului Piatra Neamț este cel mai mare și mai complex. Zone smiliare se găsesc în Moldova la Gura Humorului (aici s-a găsit de exemplu un pește de 1,8 m de către paleontologul Th. Brustur), în Muntenia lângă Câmpulung (număr de specii mai restrâns, situație însă mai complexă deoarece aici s-ai găsit și fosile de arbori, precum și amprente fosilizate de fulgi și pene ale unor păsări)